# ブルテリ
ブルテリ（Burteli）は、エリトリア・セメナウィ・ケイバハリ地方南部の村で、ブリ半島北部にあり紅海に面した海岸線を持つ。北にはダフラク諸島が存在する。ゲレーロ地区に属する。北緯15度24分0秒、東経39度59分0秒。標高0m。